# Wilhelmkleinit
Wilhelmkleinit ist ein sehr selten vorkommendes Mineral aus der Mineralklasse der „Phosphate, Arsenate und Vanadate“. Er kristallisiert im monoklinen Kristallsystem mit der chemischen Zusammensetzung ZnFe3+2[(OH)2|(AsO4)2] und ist damit chemisch gesehen ein wasserhaltiges Zink-Eisen-Arsenat mit zusätzlichen Hydroxidionen (OH−).
Wilhelmkleinit entwickelt speerförmige Kristalle bis zu 5 mm Größe, die zu Aggregaten zusammentreten, als jüngste Bildung aluminiumreichem Skorodit aufgewachsen sind und von Gerdtremmelit sowie Adamin begleitet werden.

## Etymologie und Geschichte
Als Entdecker des Wilhelmkleinits gilt der amerikanische Mineralhändler Charles Locke Key, dem die schwärzlichgrünen Kristalle auf zwei 1994 in Tsumeb gekauften Skorodit-Stufen aus der Tsumeb Mine aufgefallen waren und der dieses Mineral den Autoren der Typpublikation zur Identifizierung zur Verfügung gestellt hatte. Entsprechende Untersuchungen führten zur Feststellung des Vorliegens eines neuen Minerals, das 1997 von der International Mineralogical Association (IMA) anerkannt und 1999 von einem deutschen Forscherteam mit Jochen Schlüter, Karl-Heinz Klaska, Karen Friese, Gunadi Adiwidjaja und Georg Gebhard als Wilhelmkleinit beschrieben wurde. Benannt wurde das Mineral nach Wilhelm Klein (1889–1939), Betriebsführer (Manager) der Lagerstätten der OMEG in Namibia von 1916 bis 1939. Wilhelm Klein stellte die erste systematische Mineralsammlung der Tsumeb-Mine zusammen, die heute zu den Beständen des Harvard Mineralogical Museum der Harvard University, Cambridge, Massachusetts, USA, gehört. Wilhelm Klein entdeckte ein unbekanntes Mineral, das 1922 von Pufahl als Germanit erstbeschrieben wurde.
Typmaterial des Minerals wird im Mineralogischen Museum der Universität Hamburg in Deutschland (Holotyp, Sammlungs-Nr. MMHH TS 291, im Tresor des Museums) aufbewahrt.

## Klassifikation
Da der Wilhelmkleinit erst 1997 als eigenständiges Mineral anerkannt wurde, ist er in der seit 1977 veralteten 8. Auflage der Mineralsystematik nach Strunz noch nicht verzeichnet. Einzig im Lapis-Mineralienverzeichnis nach Stefan Weiß, das sich aus Rücksicht auf private Sammler und institutionelle Sammlungen noch nach dieser alten Form der Systematik von Karl Hugo Strunz richtet, erhielt das Mineral die System- und Mineral-Nr. VII/B.08-55. In der „Lapis-Systematik“ entspricht dies der Klasse der „Phosphate, Arsenate und Vanadate“ und dort der Abteilung „Wasserfreie Phosphate, mit fremden Anionen F, Cl, O, OH“, wo Wilhelmkleinit zusammen mit Barbosalith, Hentschelit, Lazulith, Lipscombit, Richellit, Scorzalith, Trolleit und Zinklipscombit die „Lazulith-Gruppe“ (VII/B.08) bildet (Stand 2018).
Die seit 2001 gültige und von der International Mineralogical Association (IMA) zuletzt 2009 aktualisierte 9. Auflage der Strunz’schen Mineralsystematik ordnet den Wilhelmkleinit ebenfalls in die Abteilung der „Phosphate usw. mit zusätzlichen Anionen; ohne H2O“ ein. Diese ist allerdings weiter unterteilt nach der relativen Größe der beteiligten Kationen und dem Stoffmengenverhältnis der weiteren Anionen (OH etc.) zum Phosphat-, Arsenat- bzw. Vanadatkomplex (RO4), sodass das Mineral entsprechend seiner Zusammensetzung in der Unterabteilung „Mit ausschließlich mittelgroßen Kationen; (OH usw.) : RO4 ≤ 1 : 1“ zu finden ist, wo es zusammen mit Barbosalith, Hentschelit, Lazulith und Scorzalith die „Lazulithgruppe“ mit der System-Nr. 8.BB.40 bildet.
Auch die vorwiegend im englischen Sprachraum gebräuchliche Systematik der Minerale nach Dana ordnet den Wilhelmkleinit in die Klasse der „Phosphate, Arsenate und Vanadate“ und dort in die Abteilung der „Wasserhaltigen Phosphate etc.“ ein. Hier ist er als einziges Mitglied in der unbenannten Gruppe 41.05.19 innerhalb der Unterabteilung „Wasserfreie Phosphate etc., mit Hydroxyl oder Halogen mit (AB)2(XO4)Zq“ zu finden.

## Chemismus
Wilhelmkleinit hat (bei Annahme von As = 2 und O = 10) die gemessene Zusammensetzung Zn0,84Fe3+2,07(AsO4)2O2H3,2, was zu ZnFe3+2(AsO4)2(OH)2 idealisiert wurde und Gehalte von 16,65 % ZnO, 32,66 % Fe2O3, 47,01 % As2O5 und 3,68 % H2O erfordert.
Wilhelmkleinit ist das kristallwasserfreie Analogon zum wasserhaltigen Ojuelait.

## Kristallstruktur
Wilhelmkleinit kristallisiert im monoklinen Kristallsystem in der Raumgruppe P21/c (Raumgruppen-Nr. 14) mit den Gitterparametern a = 6,631 Å; b = 7,611 Å; c = 7,377 Å und β = 91,80° sowie zwei Formeleinheiten pro Elementarzelle.
Die Kristallstruktur des Wilhelmkleinits besteht aus deformierten [AsO4]3−-Tetraedern, [FeO6]9−-Oktaedern und [ZnO6]10−-Oktaedern. Zwei der Sauerstoffatome der [AsO4]3−-Tetraeder bilden gemeinsame Ecken mit den [FeO6]9−-Oktaedern, während die beiden anderen Atome mit je einem [FeO6]9−- und einem [ZnO6]10−-Oktaeder verbunden ist und auf diese Weise Punkte darstellen, in denen die drei Koordinationspolyeder miteinander verbunden sind. Ferner besitzen die beiden Oktaeder-Varianten gemeinsame Ecken, wodurch eine dreidimensionale Struktur entsteht.

## Eigenschaften

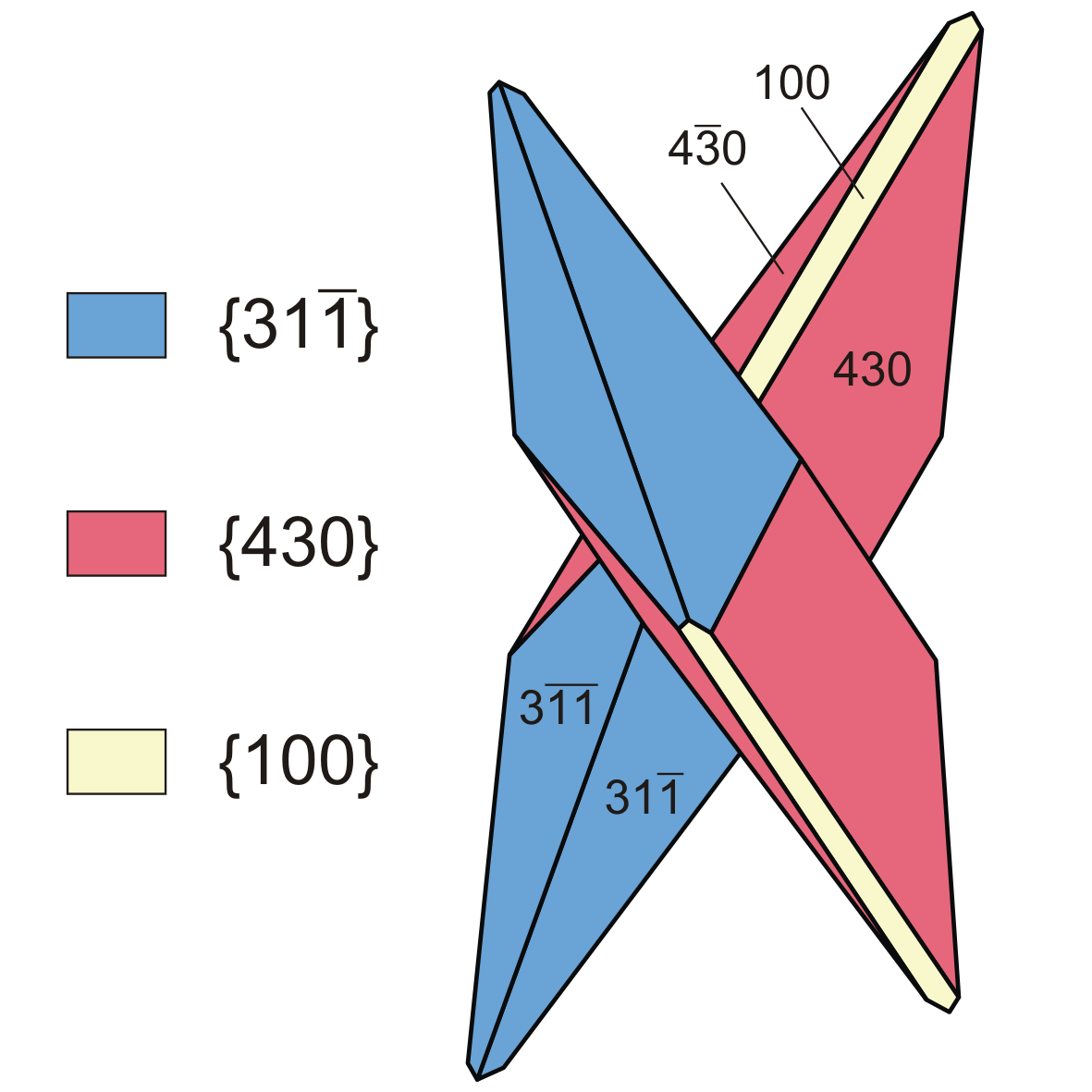
Zeichnung eines idealisierten Wilhelmkleinit-Zwillings aus der Tsumeb-Mine

### Morphologie
Wilhelmkleinit bildet speerförmige, relativ flächenarme Kristalle bis zu 5 mm Größe, an denen nur die Flächenformen {100}, {430} und {311} identifiziert worden sind. Die trachtbestimmende Kristallform ist das Prisma {430}. Sehr typisch sind Durchdringungszwillinge nach {101} (vgl. dazu die nebenstehende Abbildung). Die eng verwachsenen Kristalle bilden Aggregate bis zu 1 × 1 × 0,5 cm Größe.

### Physikalische und chemische Eigenschaften
Die Kristalle des Wilhelmkleinits sind schwärzlichgrün, die Strichfarbe wird mit grün beschrieben. Die Oberflächen der durchscheinenden Kristalle sind matt, jedoch zeigen Bruchflächen einen diamantartigen Glanz.
Das Mineral weist Spaltflächen parallel (232) auf. Mit einer Mohshärte von 4,5 gehört Wilhelmkleinit zu den mittelharten Mineralen, die sich etwas leichter als das Referenzmineral Apatit mit einem Taschenmesser noch ritzen lassen. Die berechnete Dichte liegt bei 4,364 g/cm³. Wilhelmkleinit fluoresziert weder im lang- noch im kurzwelligen UV-Bereich.

## Bildung und Fundorte
Als sehr seltene Mineralbildung konnte Wilhelmkleinit bisher (Stand 2016) nur von seiner Typlokalität beschrieben werden, der weltberühmten Cu-Pb-Zn-Ag-Ge-Cd-Lagerstätte der „Tsumeb-Mine“ (Tsumcorp Mine) in Tsumeb, Region Oshikoto, Namibia, wo Wilhelmkleinit erstmals auf der 44. Sohle in 1500 m Tiefe gefunden worden ist. Er fand sich aufgewachsen auf zwei Stufen mit hellblauem, aluminiumreichem Skorodit und wird von winzigen lohfarbenen, maximal 0,5 mm großen Gerdtremmelit-Kristallen sowie gelbem Adamin begleitet. Wilhelmkleinit ist ein typisches Sekundärmineral und bildete sich in der dritten Oxidationszone der in Dolomitsteinen sitzenden hydrothermalen polymetallischen Erzlagerstätte Tsumeb aus den sulfidischen und arsenidischen Primärerzmineralen.

## Verwendung
Aufgrund seiner Seltenheit ist Wilhelmkleinit nur für den Mineralsammler interessant.